# Eine Nacht in Rom
Eine Nacht in Rom (Originaltitel: Habitación en Roma, auch unter dem internationalen Titel Room in Rome bekannt) ist ein 2010 von Regisseur Julio Medem inszenierter spanischer Liebesfilm, zu dem er auch das Drehbuch verfasste. Der Erotikfilm ist eine freie Adaption des chilenischen Spielfilms Im Bett – En la Cama von Matías Bize aus dem Jahr 2005.

## Handlung
Mittsommernacht in Rom: Die junge, kurz vor ihrer Vermählung stehende Russin Natasha und die attraktive Spanierin Alba lernen sich in einer Bar kennen. Für beide ist es die letzte Nacht in Rom. Natasha lässt sich nach anfänglichem Zögern von Alba dazu überreden, sie auf ihr Hotelzimmer zu begleiten. Für die heterosexuelle Natasha ist dies eine verwirrende Situation, als sie und die lesbische Alba sich näherkommen, ausziehen und Zärtlichkeiten austauschen. Nachdem Alba eingeschlafen ist, schleicht Natasha sich heimlich aus dem Zimmer, kommt jedoch später wieder zurück, nachdem sie festgestellt hat, dass sie ihr Handy vergessen hat.
Sie erliegt Albas Faszination und hat mit ihr Sex. Danach erzählen sie sich Geschichten aus ihrem Leben, die von den Gemälden in dem Hotelzimmer inspiriert und beeinflusst werden, und deren Wahrheitsgehalt zunächst ihr Geheimnis bleibt. Diese Gespräche werden immer wieder von leidenschaftlichem Sex unterbrochen. Schließlich öffnen sich die beiden Frauen einander. Natasha heißt in Wirklichkeit Dasha. An diesem Abend hat sie sich mit ihrer Zwillingsschwester Sasha, für die sie sich zunächst gegenüber Alba ausgibt, gestritten, weil diese ihr offenbart hat, dass der Mann, den Dasha in einer Woche heiraten wird, zuvor eine Beziehung mit Sasha hatte, bis diese ihn verlassen hat. Dasha fühlt sich verunsichert, weil sie nur zweite Wahl zu sein scheint, wie schon in ihrer Kindheit. Alba ist eine Ingenieurin, die ein umweltfreundliches Stadtmobil erfunden hat. Sie ist sehr stolz auf ihre Arbeit, aber am Tag ihres Zusammentreffens mit Dasha hat sie erfahren, dass ihre Erfindung nie gebaut werden wird. Sie lebt seit zwei Jahren in einer Beziehung mit einer Frau, Edurne, doch der Unfalltod von Edurnes Sohn, während er vor einem Jahr in Albas Obhut war, belastet sie schwer. Dasha und Alba trösten sich gegenseitig. Beide fühlen sich nicht gut dabei, ihre Partner zu betrügen, und doch brauchen sie die Liebe dieser Nacht gegen ihren Schmerz.
Am nächsten Morgen teilen sie sich ein gemeinsames Frühstück. Hatten sie sich am letzten Abend noch gegenseitig versichert, dass nichts von dieser Nacht den Raum verlassen würde, denken sie nun ernsthaft darüber nach, ihre Partner zu verlassen und zusammen in Rom zu bleiben. Beide versichern sich, noch nie so geliebt zu haben, wie in dieser Nacht, und doch will Dasha ihr bisheriges Leben fortführen und überzeugt auch Alba davon, dass dies besser für sie alle sei. Vor Kummer über ihre bevorstehende Trennung ist Alba einem Schwächeanfall nahe und sinkt zu Boden. In einer surrealen Szene zieht Dasha Alba den Pfeil des Amor, der sie vom Deckengemälde aus tief ins Herz getroffen hat, aus der Brust, während sich die Badewanne, in der Alba liegt, mit ihrem Blut füllt. Sie haben ein letztes Mal ein gemeinsames Bad in der Badewanne. Ihre Liebe wollen die beiden Frauen somit in der Wanne für immer zurücklassen, danach kleiden sie sich gegenseitig an. Zu Ende des Filmes verlässt Alba mit ihrem Gepäck gemeinsam mit Dasha das Hotel. Die letzte Kameraeinstellung zeigt beide von oben, wie sie das Hotel verlassen und sich in entgegengesetzten Richtungen voneinander entfernen. Im letzten Moment sieht man Dasha zurück in die Richtung von Alba rennen, ehe sich die Kamera senkrecht nach oben bis auf Satellitenbildhöhe entfernt. Als Erinnerung an diese Nacht hatten die beiden an einen freien Fahnenmast vor Albas Zimmer das Bettlaken gehängt, das man nun auf der Satellitenaufnahme sehen kann.

## Kritik
„Mit Eine Nacht in Rom aus dem Jahre 2010 hat der Regisseur eine zeitlich wie räumlich stark konzentrierte, zärtliche und romantische Liebesgeschichte inszeniert, ja zelebriert, denn es sind die innigen Momente zweier Frauen während ihrer unvermittelten, heftigen Begegnung, die hier im Vordergrund der geradezu gemächlichen Dramaturgie mit reichlich Raum für sanfte bis leidenschaftliche Berührungen stehen.“

„Erotisches Kammerspiel, das seine hauchdünne Geschichte notdürftig mit Betrachtungen über Begehrlichkeit, Nähe und Bindungsangst verbrämt, während es ihm in erster Linie darum geht, schöne Frauen durch eine ausgeklügelte Fotografie ins Licht zu setzen.“

Dieser Film hat den Charakter eines Kammerspiels. Jeder gesprochene Satz und jede Kameraeinstellung haben eine tiefere Bedeutung. Im Gegensatz zu den beiden Protagonistinnen verlässt die Kamera das Hotelzimmer nicht. Leider wurde in der deutschen Fassung der ursprüngliche Filmtitel "Zimmer in Rom" durch "Eine Nacht in Rom" ersetzt. Dabei ist die Nacht nicht entscheidend, das Zimmer mit seinen beiden Rennaisance-Bildern und den Amor darstellenden Puttenfresken an der Decke jedoch schon. Vordergründig handelt es sich um einen Erotikfilm, da Alba und Natasha nahezu die ganze Zeit physisch nackt spielen. Sie verbergen aber zunächst mit erfundenen Lebensgeschichten ihre wirkliche Identität und schützen sich somit auf emotionaler Ebene. Der Film beginnt mit einem erotischen One-Night-Stand, der sich zu einer innigen Beziehung entwickelt, während der Zuschauer den erotischen Bezug mehr und mehr verliert. Nach einer dritten Phase seelischer Verschmelzung folgt der schwere Weg des Auseinandergehens. Ein wichtiges Verbindungselement ist das gemeinsame historische Interesse der beiden Frauen, mit Verweisen auf den römischen Humanisten Leon Battista Alberti und die griechische Philosophin Aspasia. Über Letztere hat Julio Medem publiziert (Aspasia. Amante de Atena).
Die Kameraführung ist große Kunst.

- Markus Lindinger

„Erotikdrama über die Macht des Zufalls, Liebe und Identität. […] „Room in Rome“ wirkt in seiner Symbolik teils prätentiös, ist aber sensibel gespielt, unverklemmt und entwaffnend romantisch.“

## Trivia
- Die Dreharbeiten fanden zwischen dem 26. Januar und dem 27. Februar 2009 in Madrid und Rom statt.
- Die Originalsprache ist Englisch. Im Film werden ferner russische, italienische, spanische und baskische Sätze gesprochen.
- Die Satellitenbildaufnahmen, die in dem Film wiederholt mit Hilfe von „Bing Maps“ gezeigt werden, etwa die des Hotels mit den Flaggen, sind zum Teil fiktiv. An der Stelle des Hotels an der Via dei Coronari in Rom mit den Koordinaten 41° 54′ 2″ N, 12° 28′ 15″ O befindet sich in Wirklichkeit ein leerer Platz namens Piazzetta di San Simeone, der Drehort für die Anfangs- und Schluss-Szene des Films war.
- Der Film ist Polo Aledo gewidmet, der in allen Filmen Medems für den Ton verantwortlich zeichnete und der 2009 nach Abschluss der Arbeiten an Eine Nacht in Rom verstarb.[5]
- 2011 wurden von spanischen Klatschzeitschriften Fotos veröffentlicht, auf welchen Elena Anaya ihre damalige Partnerin, die Regisseurin Beatriz Sanchis am Strand auf Menorca küsst.[6] Die beiden waren von 2008 bis 2013 ein Paar.[7] Heute lebt Elena Anaya mit ihrer Partnerin Tina Afugo Cordero in Madrid.[8] Eine Nacht in Rom war nach Lucia und der Sex ihre zweite Zusammenarbeit mit Julio Medem.[9]